# 오경희 (정치인)
오경희(吳炅姬, 1965년 10월 3일, 부산광역시 동구 범일동 ~ )는 대한민국의 제5·6대 부산광역시 동구의원이다.

## 학력
- 좌천국민학교 졸업
- 수정여자중학교 졸업
- 부산여자고등학교 졸업
- 부산대학교 법학과 졸업

### 비학위 수료
- 부산대학교 대학원 법학과 석사과정 졸업
- 부산대학교 대학원 법학과 박사과정 졸업

## 경력
- 동서대학교 강사
- 부경대학교 강사
- 부산대학교 강사
- 신라대학교 강사
- 창원대학교 강사
- 동부산대학교 강사
- 부산가정법률상담소 상담위원
- 부산기독교방송 법률상담
- 지역소재교회 동구민 위한 법률상담
- 부산성폭력상담소 감사
- 부사대학교 여성연구소 전임연구원
- 여성정책연구소 사무국장
- 부산여성총연대 집행위원
- 부산 동구 민주평화통일자문회의 자문위원
- 한나라당 차세대여성위원회 위원장
- 2006.07 ~ 2010.06 제5대 부산광역시 동구의회 의원
- 2006.07 ~ 2008.07 제5대 부산광역시 동구의회 전반기 총무위원회 위원장
- 2008.07 ~ 2010.06 제5대 부산광역시 동구의회 후반기 총무위원회 위원
- 2008.07 ~ 2010.06 제5대 부산광역시 동구의회 후반기 의회운영위원회 위원
- 2010.07 ~ 2011.09 제6대 부산광역시 동구의회 의원
- 2010.07 ~ 2011.09 제6대 부산광역시 동구의회 전반기 사회도시위원회 위원장

## 역대 선거 결과
|  | 19.47% |

|  | 60.17% |

|  | 10.34% |